# Fabulous Disaster
Pour les articles homonymes, voir Fabulous Disaster (groupe).
Albums de Exodus
Pleasures of the Flesh
(1987) Impact is Imminent
(1990)
Fabulous Disaster est le troisième album studio du groupe de thrash metal américain Exodus, sorti le 15 février 1989 sous le label Music For Nations.
Comme pour les deux premiers albums du groupe, celui-ci a été ré-édité en 1999 sous le label Century Media Records en Europe.
Une vidéo a été tournée pour le titre The Toxic Waltz, qui a reçu un succès notable.
Il s'agit du dernier album enregistré avec le batteur Tom Hunting jusqu'à l'album live du groupe Another Lesson in Violence, sorti en 1997.
L'album a atteint la 82e place du classement Billboard 200 de l'année 1989.

## Musiciens
- Steve "Zetro" Souza - Chant
- Gary Holt - Guitare
- Rick Hunolt - Guitare
- Rob McKillop - Basse
- Tom Hunting - Batterie

## Liste des titres
1. The Last Act of Defiance – 4 min 44
2. Fabulous Disaster – 4 min 54
3. The Toxic Waltz – 4 min 52
4. Low Rider (reprise du groupe War) – 2 min 48
5. Cajun Hell – 6 min 05
6. Like Father, Like Son – 8 min 12
7. Corruption – 5 min 47
8. Verbal Razors – 4 min 08
9. Open Season – 3 min 54
10. Overdose – 5 min 32 (reprise du groupe AC/DC)

- La piste 10 est absente de certaines versions de l'album, pour des raisons de droit d'auteur.